# بير هنريك لينغ
بير هنريك لينغ (15 نوفمبر 1776 – 3 مايو 1839) هو مختص في تدريس التربية البدنية في السويد، ويُعتبر أهم من يمارس التدليك السويدي .

## سيرته
وُلد بير هنريك لينغ في سودرا ليونجا، سمولاند عام 1776. كان والداه لارس بيتر لينغ وزيراً. من ناحية والدته كان لينغ هو الحفيد الأكبر للعالم السويدي الشهير أولوس رودبيك (1630-1702)، الذي اكتشف الجهاز الليمفاوي البشري. تمتد شجرة عائلته إلى القرن السادس عشر، وتشمل رجال الدين والفلاحين. عاش جده الأكبر حتى بلغ 105 عامًا، وكان له سبعة عشر ابنًا وبنتين. بعد تخرجه من صالة الألعاب الرياضية في فاكسيو عام 1792، درس اللاهوت في جامعة لوند عام 1793، وأكمل شهادته في جامعة أوبسالا عام 1799. ثم عمل مدرسًا لعدة عائلات لمدة ثلاث سنوات.

## رحلاته
في عام 1800، غادر لينغ السويد وعاش في الخارج وسافر لمدة سبع سنوات. درس اللغات الحديثة في جامعة كوبنهاجن. ثم سافر إلى ألمانيا وفرنسا وإنجلترا. شارك في معركة بحرية كمتطوع على متن سفينة دنماركية. درس لينغ شيلر، وإيدا والأساطير الشمالية، وقام بتأليف قصائد أصلية باللغات السويدية والألمانية والفرنسية والدنمركية. كما تعلم المبارزة في مدرسة للمهاجرين الفرنسيين ولاحظ فوائدها وفوائد التربية البدنية على النقرس في ذراعه. أدت الصعوبات المالية والروماتيزم إلى عودته إلى السويد.

## حياته المهنية
قرأ بير هنريك لينغ كتاب يوهان كريستوف فريدريش جوتسموثس " الجمباز للشباب"، وشارك في تمارين الجمباز التي كان يدربها مؤسس الجمباز الدنماركي فرانز ناختيجال. عاد إلى السويد عام 1804 لإنشاء معهد للجمباز. الجمباز الذي مارسه لينغ مستوحى من تمارين الجسم الصينية. وكان له تأثير كبير في تطوير تمارين الجسم الصينية، أي من الغرب إلى الصين. 
بعد عودته إلى السويد، بدأ لينغ ممارسة روتينية يومية للتمارين، بما في ذلك المبارزة. في عام 1805 تم تعيينه أستاذاً للمبارزة في جامعة لوند، وبعد أن اكتشف أن تمارينه اليومية ساعدته على استعادة صحته، قرر لينغ تطبيق هذه التجربة لصالح الآخرين. لقد رأى إمكانية تكييف هذه التقنيات لتعزيز الصحة بشكل أفضل في العديد من المواقف وبالتالي حضر دروساً في علم التشريح وعلم وظائف الأعضاء، وخضع للمنهج الكامل لتدريب الطبيب. ثم وضع نظاماً للجمباز والتمارين والمناورات مقسماً إلى أربعة فروع: التربوية والطبية والعسكرية والجمالية والتي نفذت نظرياته وأظهرت الدقة العلمية ليتم دمجها أو الموافقة عليها من قبل الممارسين الطبيين الراسخين. كان لينغ مدربًا للجمباز في الأكاديمية العسكرية في كارلسبيرج.
بعد عدة محاولات لإثارة اهتمام الحكومة السويدية، حصل لينغ أخيراً على تعاون الحكومة في عام 1813، عُين مديراً للمعهد الملكي المركزي للجمباز لتدريب مدربي الجمباز وتم افتتاحه في ستوكهولم. كما اخترع أجهزة التربية البدنية بما في ذلك حصان الصندوق، وقضبان الحائط ، والعوارض. يُنسب إليه أيضًا تطوير رياضة الجمباز والجمباز الحر. عارض ممارسو الطب الأرثوذكسي الإدعاءات التي قدمها لينغ وأتباعه. مع ذلك، بحلول عام 1831، تم إنتخابه عضواً في الجمعية الطبية العامة السويدية، وهو ما أثبت أن أساليبه كانت تعتبر جديرة بالتقدير المهني. أُنتخب عضوًا في الأكاديمية السويدية في عام 1835، وأصبح أستاذًا فخريًا في نفس العام.

## إرثه
عندما توفي لينغ بمرض السل في عام 1839، كان قد كلف ثلاثة من تلاميذه بحمل إرثه. كان هؤلاء التلاميذ هم لارس جابرييل برانتنج (1799-1881)، الذي خلف لينغ في منصب مدير المعهد، وأغسطس جورجي ، الذي أصبح مديراً فرعياً للمعهد، وابنه هجالمار لينغ (1820-1886). يعتبر هؤلاء الثلاثة، إلى جانب ثوري براندت، الذي تخصص منذ عام 1861 تقريبًا في علاج النساء بالجمباز، رواد الجمباز الطبي السويدي.
يُنسب إليه لقب والد التدليك السويدي ، إلا أنه لم يكن جزءًا من حركاته الجمبازية ولا منهج المعهد الملكي المركزي للجمباز الذي أسسه لينغ عام 1813. تُنسب تقنيات التدليك السويدية، وهي الفرك (ضربات طويلة منزلقة)، والتدليك العجن (رفع وعجن العضلات)، والاحتكاك (حركات فرك دائرية عميقة وثابتة)، والنقر (النقر السريع أو الحركات الإيقاعية)، والاهتزاز (الاهتزاز السريع أو اهتزاز عضلات معينة) إلى حد كبير إلى يوهان جورج ميزجر (1838-1909).
تذكر بعض المصادر أن لينغ تعلم التدليك من صديقه الصيني مينغ، ولكن هذا كان من إختراع منافسي لينغ، في محاولة لتشويه سمعته. على الرغم من أن لينغ ربما كان على علم بالتدليك الصيني، إلا أنه بدلاً من ذلك طور نظامًا للعلاج اليدوي المتكامل، يجمع بين التدريب البدني وإجراءات الجمباز مع معرفة علم التشريح وعلم وظائف الأعضاء وعلم الأمراض، وكان أول من نشر مثل هذا النظام وأشاعه بين الناس بالمعرفة العلمية الحديثة.
تأسس معهد الجمباز للتقويم العظمي في ستوكهولم عام 1822، على يد نيلز أكيرمان، والذي حصل منذ عام 1827 على منحة حكومية. حوالي عام 1857، طوّر جوستاف زاندر نظامًا طبيًا ميكانيكيًا للجمباز، والمعروف بإسمه، وأسس معهد زاندر في ستوكهولم عام 1865. في معهد ستوكهولم المركزي للجمباز، يشرف أعضاء هيئة تدريس طبيون مؤهلون على القسم الطبي منذ عام 1864. بدأت مدارس ديدهام العامة بتدريس نظام لينغ في عام 1893.
كما نُشرت روايات أخرى عن ممارسات الدكتور لينغ وفلسفاته: ويمثل كتاب دليل الجمباز الطبي، الذي ألفه أندرس وايد من ستوكهولم الأكثر محافظة. يعتمد نظام هنريك كيلجرين جزئيًا على نظام لينغ، وقد تم وصفه في كتاب عناصر العلاج اليدوي لكيلجرين (1903) بقلم إدغار ف. سيرياكس، الذي عمل في معهد ستوكهولم كمدير للجمباز قبل حصوله على درجة الدكتوراه في الطب من إدنبرة. كما يذكر عالم اليوجا مارك سينجلتون أن جمباز لينغ كان له دور في تشكيل تطور اليوجا الحديثة كممارسة رياضية في العالم الغربي.
في عام 1939 وعام 1949، أقامت السويد مسابقة جمباز كبيرة تحمل اسم لينغ.

## الأوسمة والجوائز
زميل فخري في الأكاديمية الوطنية لعلم الحركة. 